# História da língua portuguesa
A história da língua portuguesa é a história da evolução da língua portuguesa desde a sua origem no noroeste da Península Ibérica até ao presente, como língua oficial falada em Portugal e em vários países de expressão portuguesa.
Em todos os aspectos — fonética, morfologia, léxico e sintaxe — a língua portuguesa é essencialmente o resultado de uma evolução orgânica do latim vulgar trazido por colonos romanos no Século III a.C., com influências menores de outros idiomas e com um marcado substrato céltico. O português arcaico desenvolveu-se no Século V d.C., após a queda do Império Romano e as invasões germânicas, ditas bárbaras, como um dialecto românico, o chamado galego português, que se diferenciou de outras línguas românicas ibéricas. Usado em documentos escritos desde o século IX, o galego-português tornou-se uma linguagem madura no século XIII, com uma rica literatura. Em 1290 foi decretado língua oficial do reino de Portugal pelo rei D.Dinis I. O salto para o português moderno deu-se no renascimento, sendo o Cancioneiro Geral de Garcia de Resende (1516) considerado o marco. A normatização da língua foi iniciada em 1536, com a criação das primeiras gramáticas, por Fernão de Oliveira e João de Barros.
A partir do século XVI, com a expansão da era dos descobrimentos, a história da língua portuguesa deixa de decorrer exclusivamente em Portugal, abrangendo o português europeu e o português internacional. Em 1990 foi firmado um tratado internacional com o objetivo de criar uma ortografia unificada, o Acordo Ortográfico da Língua Portuguesa de 1990, assinado por representantes de Angola, Brasil, Cabo Verde, Guiné-Bissau, Moçambique, Portugal e São Tomé e Príncipe.

## Proto-história (séc. III a.C.- séc. XII)
Ao longo dos séculos, diversas têm sido as teorias sobre o substrato pré-latino da língua portuguesa. Na maior parte dos casos, os estudos apontam para raiz(es) céltica(s) ou de outro ramo da mesma família indo-europeia, porventura mais arcaico, dizendo respeito a migrações oriundas das estepes euroasiáticas que terão chegado à Península Ibérica ainda antes de quaisquer tribos célticas, o que parece fortalecido por estudos genéticos recentes a indicar que a população masculina desta parte da Europa foi substituída por migrantes dessa proveniência indo-europeia por volta de 2500 a.c.. Uma tese que ainda se coloca como pertinente é a da pertença dos Lusitano ao ramo indo-europeu itálico, denominado Italiota, dada a aparente semelhança do Lusitano com um dos idiomas indo-europeus de Itália, o Úmbrio, como diz Blanca María Prósper em estudo de 1999. Entretanto, um projecto do Conselho de Pesquisa em Ciências Sociais e Humanas do Canadá, dirigido pelo professor Leonard A. Curchin de Estudos Clássicos da Universidade de Waterloo, concluiu que os topónimos da província lusitana do Império Romano encontrados até à data são classificados da seguinte forma: Celta (30%), outros Indo-Europeus (33,5%), Pré-indo-europeu (2%), Ibero (2%), Latim (18%) e 15,5% de topónimos de origem indefinida. Ainda no contexto dos Indo-Europeus não celtas, é curioso verificar que a tese do arqueólogo Francisco Martins Sarmento (1880), a saber, de que os Lusitanos eram Lígures, indo-europeus que, no dizer de Sarmento, teriam chegado à Ibéria antes dos Celtas, pois esta possibilidade foi mais recentemente defendida por Francisco Villar e Pedrero (2001). Mais recente é o estudo de Luján (2019), segundo o qual o Lusitano seria um idioma indo-europeu mais arcaico que o Celta e que o Italiota. 
Outras teorias surgiram, como a de que a região que é hoje Portugal fora em tempos povoada por Gregos e que certas expressões populares portuguesas eram pois de origem helénica, como por exemplo «Zé dos anzóis», que seria uma versão popular da antiga passagem, narrada na Ilíada de Homero, em que Zeus declara ser capaz de segurar todos os demais Deuses na ponta de um fio. Nesta esteira das alternativas mais ousadas, houve até quem dissesse ter encontrado traços do grupo ocidental das línguas semitas no ocidente peninsular, e que continue a afirmar que recentes estudos sugerem que o substrato linguístico dominante no ocidente peninsular possui forte relação com as línguas antigas do Próximo Oriente, como o ugarítico, o acádio, o hebraico antigo ou o assírio, e que é possível que essa língua tenha acompanhado os povos que migraram ao longo do Mediterrâneo ao longo de milhares de anos desde o Neolítico, e que tanto a toponímia, como a própria língua Portuguesa (bem como a castelhana, a catalã, e provençal) parecem mostrar essa relação, fazendo notar que já no século XIX o Cardeal D. Francisco de S. Luiz Saraiva, conhecido popularmente por "Cardeal Saraiva", tinha publicado um trabalho intitulado Glossário de Vocábulos Portuguezes Derivados de Línguas Orientaes e Africanas Excepto a Árabe, em que se alegadamente demonstrava que muitas palavras do português encontram paralelo no hebraico antigo, no caldaico e mesmo no persa, esta última de origem indo-europeia, e que este conhecimento fora ignorado, tendo--se retomado a tese da impossibilidade de encontrar a língua do povo que foi colonizado pelos romanos, e que também no final do século  XX, Moisés Espírito Santo publicou vários e assinaláveis estudos sobre o tema, mas que o meio universitário português tem sido reticente à mudança de paradigma, o que na verdade não surpreende, uma vez que, no estudo das populações pré-romanas na região que é hoje Portugal, mormente a norte do Tejo, mas não só, não há qualquer espaço visível para a presença significativa de populações de origem não indo-europeia. Note-se que, para sustentar a sua perspectiva, Moisés Espírito Santo acusava a generalidade da Arqueologia portuguesa de anti-semitismo e ignorava ou dava como simplesmente falsos todos os estudos linguísticos académicos sobre as línguas indo-europeias na Lusitânia. A visão tradicional, geralmente reproduzida no mundo académico, é por isso fortemente latinista, uma vez que, até hoje, não surgiu nenhuma alternativa que permitisse rejeitar todos os estudos linguísticos que se fizeram séculos antes de Moisés Espírito Santo e que se continuam a fazer até hoje, daí que os defensores da perspectiva deste autor acabem por se limitar a dizer que a academia quase ignora totalmente a língua falada pelo povo que foi conquistado por Roma e que os textos a seguir seguem essa linha de pensamento, estando portanto em desacordo com as ideias alegadamente mais recentes (embora inventadas no século XIX, como acima se lê), sem todavia apresentar qualquer refutação destas teorias que dominam o mundo académico e que continuam pois, sem obstáculo, a dar o substrato do Português como sendo arcaicamente indo-europeu.

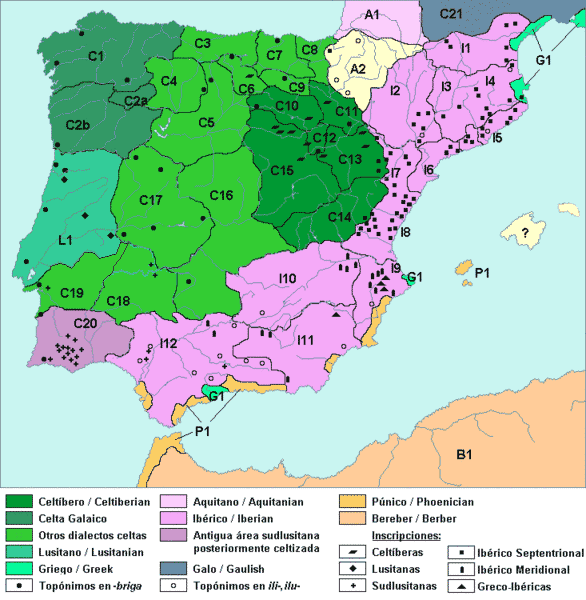
Mapa das línguas pré-romanas da Península Ibérica

Assim, até prova em contrário, tem-se geralmente confirmado que o Português se baseia num substrato céltico/lusitano, originado nas línguas faladas pelos povos pré-romanos que habitavam a parte ocidental da Península. Várias escritas testemunham a existência de línguas paleo-hispânicas. Em Portugal destaca-se a escrita do sudoeste dos séculos VII e V a.C. no Baixo Alentejo e Algarve. Não há acordo entre os especialistas sobre a origem destes sistemas de escrita, que poderá estar no alfabeto fenício ou no alfabeto grego, provavelmente relacionados com os contactos comerciais destes povos.
Da língua lusitana, uma língua indo-europeia céltica ou relacionada falada entre o Douro e o Tejo, apenas se conhecem cinco inscrições tardias em alfabeto latino, incluindo as de Cabeço das Fráguas, a inscrição do Penedo de Lamas e de Arronches. Da língua galaica, também uma língua céltica ou um grupo de línguas e dialetos aparentados com o celtibero, conhecem-se numerosas palavras e frases curtas registadas em inscrições latinas de Oviedo e Mérida, ou glosadas por autores clássicos, que permanecem até hoje para nomear locais, rios ou montanhas. Após séculos de contacto com o latim estas línguas foram absorvidas, mas deixaram a sua marca num dialecto determinante na evolução das línguas portuguesa e galega.
A influência celta na língua portuguesa pode ser detectada em várias centenas de palavras como abrunho, barra, bico, vidoeiro, bilha, borba, braga, brio, cais, caminho, camisa, canga, canto, carro, cerveja, choco, colmeia, crica, curro, embaixada, gorar, légua, lousa, menino, minhoca, peça, rego, tojo, tranca, vassalo, manteiga e tona (galaico-português: pele, odre); os topónimos de origem céltica em Portugal destacam-se pelo elemento "briga", que significa “fortaleza”, com em Conímbriga, Arcóbriga (antigo nome de Arcos de Valdevez), Lacóbriga (antigo nome da cidade algarvia de Lagos) e Brigantia (Bragança); o elemento "dunum", que significa “cidade” e surge no topónimo Caladunum (cidade antiga em Trás-os-Montes); frequentemente é também considerada de origem celta a etimologia do nome Portugal, de Portus Cale, sendo Cale um desenvolvimento de "Gall-", com a qual os Celtas se referiam a si próprios (como em "Galiza", "Gália", "Galway") e o do rio Douro (Durus em latim), do celta "dwr", que significa água.

### O latim: base linguística (III a.C - V d.C)

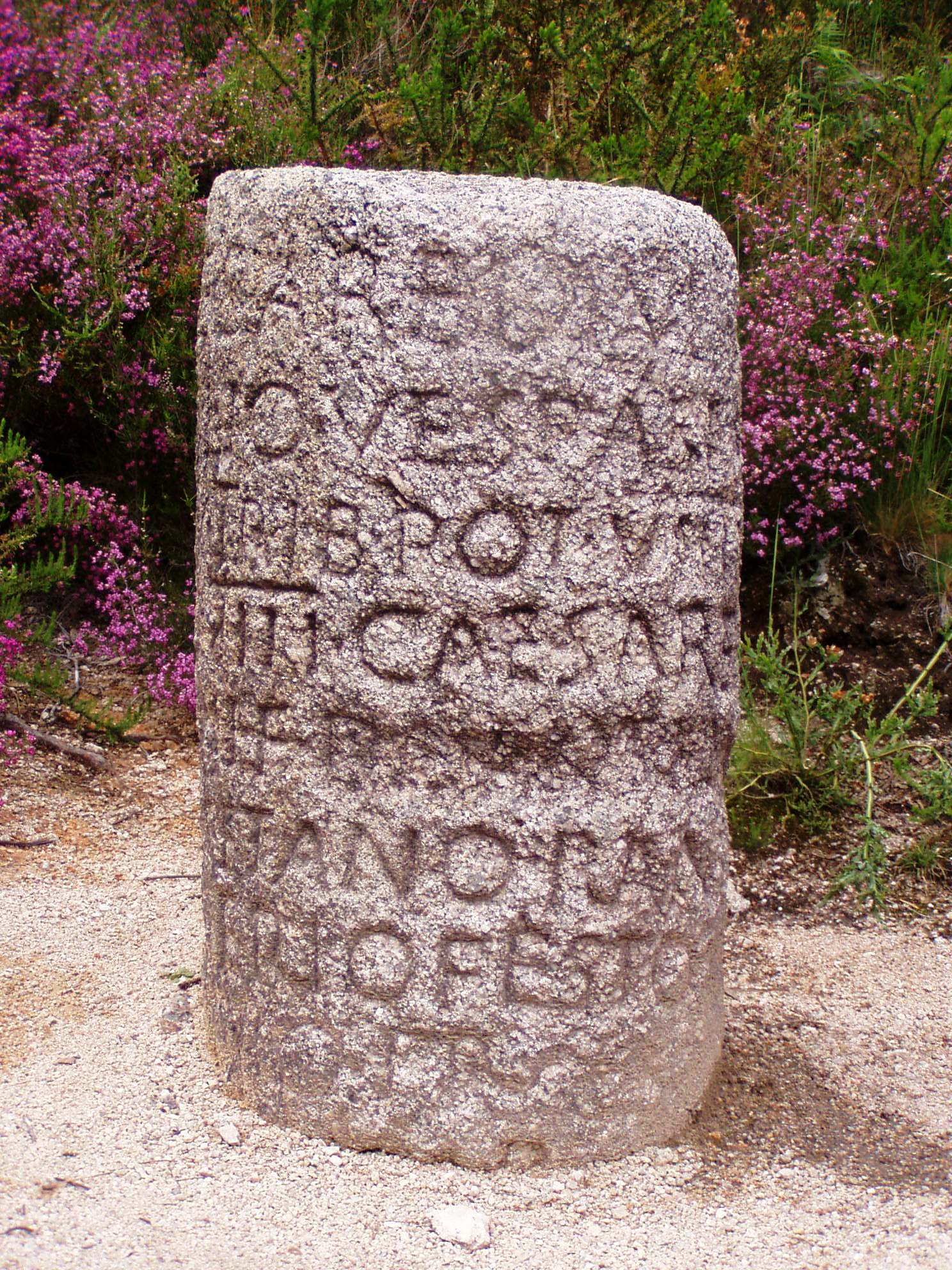
Inscrição em latim num marco miliário da Via Nova, que ligava Braga a Astorga, Terras de Bouro, Portugal

Em 218 a.C, os romanos iniciaram a invasão da Península Ibérica, onde viriam a fundar a província romana da Lusitânia, atual centro e sul de Portugal. Quase 200 anos depois, terminadas as guerras Cantábricas, foi constituída a Galécia, atual norte de Portugal e Galiza.
A romanização afetou muitas áreas da vida, incluindo a língua. O latim, língua oficial do Império Romano, passou a ser usado na administração. A sua versão coloquial, o latim vulgar falado em todo o império, foi difundido por soldados, colonos e mercadores vindos de várias províncias e colónias romanas. Estes estabeleceram-se em cidades perto de povoações nativas, mantendo frequentemente os mesmos nomes.
Falar latim era mais um privilégio do que um dever, e começou pelas camadas mais altas da sociedade, que tinham de lidar com a administração romana.
A evolução do latim no território correspondente a Portugal ocorreu a dois ritmos: no centro e sul, na Lusitânia, foi adaptado cedo, acompanhando a rápida romanização e maior cosmopolitismo. A norte, na região da Galécia, a tardia romanização, o carácter rural e o isolamento resultaram numa menor assimilação cultural e linguística, que levou ao desenvolvimento de uma variedade de latim com influências da língua galaica.
A adesão ao cristianismo, introduzido nas cidades da Hispânia a partir do século I e tornado religião oficial do império em 380 pelo imperador hispano Teodósio I, contribuiu para popularizar o latim.
O uso das línguas paleo-ibéricas foi decrescendo, primeiro através do bilinguismo nos centros de ocupação romana, depois limitando-se às regiões isoladas. As línguas pré-romanas nativas acabaram por desaparecer, mas supõe-se que o seu contacto com o latim contribuiu para o desenvolvimento de diversos dialetos nas diferentes regiões da Hispânia. Mesmo a elite educada de hispano-romanos parece ter tido um sotaque peculiar: entre outros, o imperador Adriano, de origem bética, foi alvo de riso ao discursar no senado romano pelo "pronuntians agrestius", um sotaque rústico que o levou a aperfeiçoar o latim.
Para alguns autores o fato de a Lusitânia e Galécia estarem incluídas na Hispânia Ulterior (a "Hispânia afastada" na primeira divisão da Península), sob influência da Bética, uma província antiga colonizada pela aristocracia senatorial, explica o latim conservador, que preservou formas arcaicas (como "pássaro"/"pájaro" (passer) e "comer" (comedere) em vez de formas latinas mais recentes ave (avicellus) manger/mangiare (manducare), e que pode explicar parte das diferenças entre o castelhano e o português. Um dos fenómenos mais antigos nesta diferenciação é a "troca dos b pelos v", ou betacismo, provavelmente sob a influência das línguas pré-romanas, com o /v/ muito mais usado no português. No latim clássico não existia o actual som [v]: "via" pronunciava-se "uia" (semelhante ao W inglês). A partir do século I o latim vulgar transformou o /w/ em /β/, que se manteve no espanhol, e que evoluiu para /v/ no português. Exemplos antigos de betacismo incluem a grafia de Nabia/Navia, deusa da mitologia galaica e lusitana, assim como La Habana (em castelhano) e Havana (em português).
O processo de diferenciação dos dialetos que levou ao desenvolvimento de diversos traços individuais das línguas ibero-românicas teria ocorrido ainda no período romano. Origem de todas as línguas românicas, o latim teria contribuido para quase 90% do léxico do português.

### O românico de influência germânica sueva e visigótica

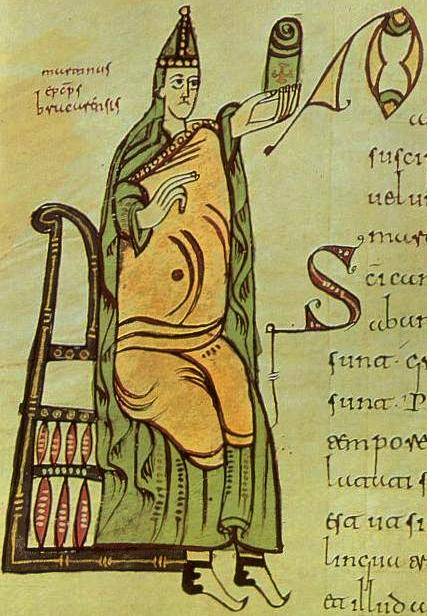
Pormenor do Códice Albeldensis visigótico, c. 976, reprentando Martinho de Dume, com a inscrição Martinus episcopus bracarensis.

A partir de 409, com o Império Romano em colapso, a Península Ibérica foi ocupada por povos de origem germânica, a que os romanos chamavam bárbaros. O território foi então cedido a alguns destes povos como federados: em 410 os suevos estabeleceram na Galécia o reino Suevo, primeiro reino cristão (410-589). Na Lusitânia seriam os visigodos a dominar (411-711).
Estes povos adotaram em grande parte a cultura romana, incluindo as leis, o cristianismo e a língua latina. Com as invasões desapareceram todos os quadros do estado, mas manteve-se de pé a organização eclesiástica, que os suevos adoptaram ainda no século V, seguidos pelos visigodos, e que foi um importante instrumento de estabilidade. Como a maioria da população hispano-romana era cristã, a governação sueva – que se estendeu até Emínio (Coimbra) – baseou-se nas paróquias, descritas no Parochiale suevorum de c. 569.
O latim escrito, com influências germânicas e românicas, manteve-se na Europa como língua franca, litúrgica e jurídica: o latim medieval. No reino Suevo da Galécia, região correspondente ao norte de Portugal e Galiza, destaca-se na liturgia a partir da arquidiocese de Braga, e no direito visigótico. Foi dessa liturgia, por iniciativa de Martinho de Dume – para reforçar a ortodoxia face a tendências pagãs e heréticas do priscilianismo e arianismo – a origem do português ser a única língua românica que usa a terminologia eclesiástica de numeração ordinal para os dias da semana, de segunda-feira a sexta-feira, com registos desde 618.
No entanto, uma vez que as escolas e administração romanas acabaram, o latim vulgar falado perdeu uniformidade, evoluindo de forma diferenciada nas comunidades isoladas. Acredita-se que por volta do ano 600 já não era falado na Península Ibérica, substituído pela evolução das línguas românicas. Na Galécia, ganhou características locais levando à evolução de uma forma primitiva de galaico-português.
A presença germânica, sobretudo os três séculos de domínio visigótico, deixou numerosas palavras na língua portuguesa, sobretudo na onomástica: nomes como Rodrigo, Afonso, Álvaro, Fernando, Gonçalo, Henrique; toponímia Adães, Baltar, Gondomar, Ermesinde, Esposende, Tagilde, Guimarães, Tresmonde, Trasmil; o sufixo -engo (em solarengo, mostrengo) e palavras em regra poéticas ou guerreiras: guerra, elmo, bando, guardar, agasalhar entre outras. Também a letra ç (cê cedilhado) no português moderno teve origem na escrita visigótica, resultando da evolução do Z (ʒ) visigótico.

### Influência árabe em Portugal

Mapa cronológico mostrando o desenvolvimento das línguas do sudoeste da Europa desde o ano 1000 até à actualidade, entre as quais o português.

Em 711 tropas muçulmanas vindas do Norte de África ocuparam a Península Ibérica.  Rapidamente atravessaram o Douro, terminando o reino visigodo. Às suas investidas escapou um grupo de visigodos acantonado no reino das Astúrias a partir de 718. Os muçulmanos assenhorearam-se do território que designavam em língua árabe Al-Andalus, o qual governaram por cerca de cinco séculos no caso português, e mais de oito séculos na Espanha.
Com a invasão da Península, a língua árabe foi adotada como língua administrativa nas regiões conquistadas. Contudo, a população continuou a falar dialetos românicos, conhecidos coletivamente como moçárabes. A principal influência árabe foi no léxico: o português moderno regista 945 palavras de origem árabe, especialmente em relação à agricultura, comércio e administração, sem cognatos noutras línguas românicas, com exceção do castelhano língua da qual adotou aliás muitas dessas palavras.
A maioria das palavras portuguesas de origem árabe é facilmente identificável pelos prefixos al- (correspondente ao artigo definido árabe o) ou uadi- (que significa rio).  Embora aquelas em que al não forme uma sílaba possam ter uma raiz distinta (casos de Alexandre e Alentejo). Entre elas: açúcar, alface, laranja, arroz, alfândega, armazém, bairro, almanaque, álgebra, almirante. A influência árabe é também visível  em topónimos árabes em Portugal, principalmente no sul do país, tais como Algarve e Alcácer do Sal e Odemira que foram assimilados à medida que a reconquista foi avançando pelo que atualmente é o centro-sul (Lisboa, Santarém, Palmela) e sul de Portugal.

## Português arcaico (séc. XII - séc. XVI)

### O galego-português

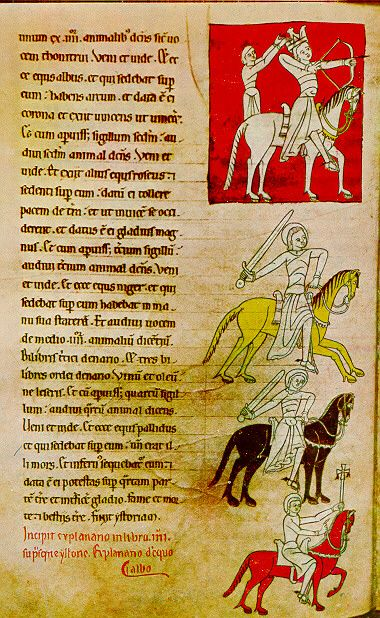
Apocalipse do Lorvão, manuscrito iluminado de 1180 baseado no Comentário de Beato de Liébana, Mosteiro de Lorvão

Entre 740 e 868 a região a norte do Douro foi reconquistada pelos cristãos hispano-góticos, que aí estabeleceram os seus reinos. O documento medieval com traços românicos mais antigo da Península Ibérica data de 775, o Diploma do rei Silo das Astúrias, encontrado na Galiza e preservado no arquivo da catedral de Leão. Como este, muitos documentos escritos em latim medieval contêm palavras românicas.
Em Portugal, os mais antigos textos com traços de galego-português são a Doação à Igreja de Sozello, de 870, e a Carta de Fundação e Dotação da Igreja de S. Miguel de Lardosa, de 882. Entre os séculos XII e XIV o galego-português teve um papel especial nos reinos cristãos medievais da Península Ibérica como língua literária, semelhante ao occitano contemporâneo. Foi, quase sem exceção, a única língua usada na composição da poesia lírica trovadoresca dos reinos de Leão, Castela, Galiza e Portugal. A sua importância foi tal que o chamado trovadorismo é considerado a segunda mais importante literatura medieval europeia. O rei de Leão e Castela Afonso X, o Sábio (1221-1284), mecenas do movimento trovadoresco e ele próprio trovador e poeta da língua galego-portuguesa, escreveu ou mandou escrever o cancioneiro sacro Cantigas de Santa Maria em galego-português, que reúne 430 composições musicadas para monofonia.
Ladinho ou linguagem ladinha era o nome que se dava ao puro romance português
derivado do Latim, sem mescla de Aravia ou da Gerigonça judenga.
A poesia heroica tinha duas vertentes: a Aravia, usada pelo povo, e o Romance, empregado pelos eruditos. São numerosos os documentos em que a palavra Aravia significou a linguagem plebeia, a gíria e o canto do povo. Para os eruditos o Romance significava a linguagem vulgar.
"Para os eruditos do século XV e XVI, a Aravia é a linguagem corrupta com que cristãos e árabes se entendiam, é uma especie de gíria não escrita, e a própria designação de um canto do povo."
[...] a Aravia que os Mosarabes falavam eram os dialetos vulgares ou Ladinha cristenga que em breve se iam desenvolver como línguas nacionais. A designação de Aravia passava a significar o cantar-romance, que veio a servir de primeiro elemento tradicional da história." Na comédia Eufrósina, Jorge Ferreira de Vasconcelos refere-se ao termo "germania" como sendo uma forma de aravia, quando escreve :  "quando eles querem falam germania [...] senhora que viva convosco pera que me ensineis essa aravia."

### Divergência do português e do galego

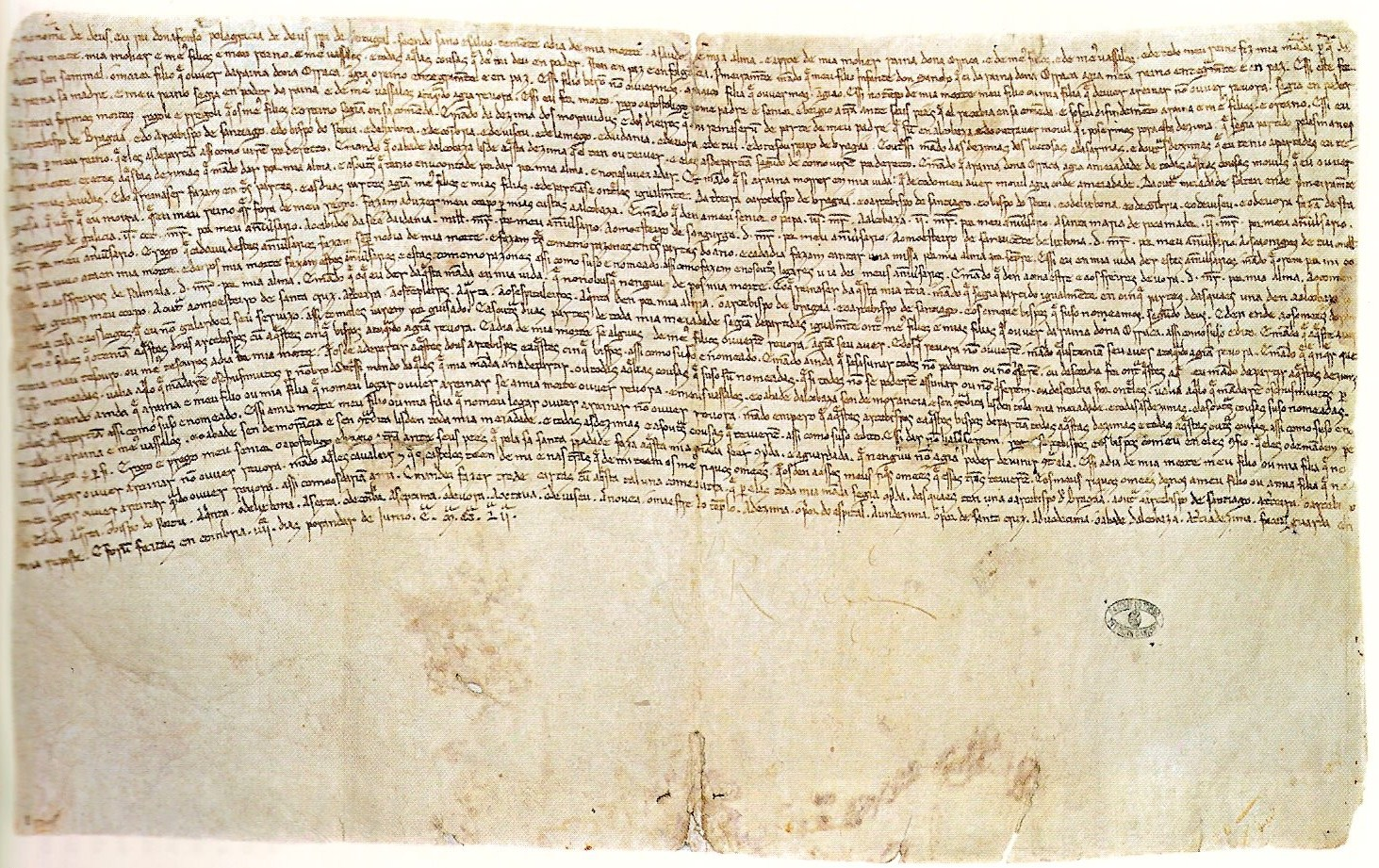
Testamento de Afonso II de Portugal, de 1214

Em 1143, o reino de Portugal foi formalmente reconhecido pelo Reino de Leão e Castela, no qual o Reino da Galiza estava então incorporado. Como resultado da divisão política, a língua que agora se denomina Galego-Português perdeu a unidade como língua nativa secular do noroeste peninsular. O vernáculo da Galiza e o de Portugal seguiram então caminhos evolutivos independentes, divergindo. O português incorporou elementos árabes durante a reconquista e, no período que se seguiu, dá-se a uniformização em -ão das terminações nasais. O galego foi influenciado pelas línguas leonesa e castelhana.
Os textos escritos em português mais antigos conhecidos são a A Notícia de fiadores (1175), uma pequena lista de nomes que termina com uma única frase, "O Pacto dos irmãos Pais" de c. 1175. Mas o documento que atesta o nascimento oficial da língua que seria o português data de 27 de Junho de 1214, Testamento de D. Afonso II, terceiro Rei de Portugal, consensualmente considerado o texto em escrita portuguesa mais antigo conhecido. Em 1290, concluída a reconquista portuguesa, o rei Dinis I de Portugal decretou que a "língua vulgar" (o galego-português falado) fosse usada em vez do latim na corte. O rei trovador, neto e tradutor de Afonso X O Sábio, adotara uma língua própria para o reino, tal como o seu avô fizera com o castelhano. Em 1296 essa língua foi adaptado pela chancelaria régia e passou a ser usado não só na poesia, mas também na redação das leis e pelos notários.[carece de fontes?] Começaram então a aparecer referências à «linguagem português».
Na Galiza, a documentação legal em galego-português remonta a 1231, data de um diploma de venda procedente do mosteiro de Melón, no Minho. No entanto, o documento chamado Carta Foral do Boo Burgo é provavelmente mais antigo (c. 1228). Os primeiros textos poéticos datam de c. 1195 a c. 1225. O galego manteve-se a língua escrita mais empregada no Reino de Galiza, tanto no uso legal como na criação literária, para o que contribuíram grandemente as scriptoria da nobreza e da igreja local, na ausência de uma corte real na Galiza. Mas as derrotas dos nobres galegos nas guerras irmandinhas provocaram o fim da autarquia do reino da Galiza, que passa a ser governada por uma delegação real castelhana, que impõe o castelhano como língua oficial. A partir de 1530 dá-se o desaparecimento oficial do galego como língua de cultura, que durou até finais do século XIX, os chamados  "Séculos Escuros", ficando relegado a língua regional, oral, com pouco emprego escrito. O português, por seu lado, desenvolveu-se no único território peninsular independente do domínio linguístico do castelhano, e, em 1430, é referido pela primeira vez simplesmente como "português" pelo Infante D. Pedro, na introdução à sua tradução de De Officiis, de Cicero.
O quadro seguinte mostra dois trechos em galego-português, um primeiro da cantiga de amor Pois ante vós estou aqui, escrita pelo rei D. Dinis (1261-1325) (tal como foi compilada no Cancioneiro da Biblioteca Nacional e numa versão com a grafia normalizada) e, um segundo, a oração Avé Maria adaptada da Cantiga de Santa Maria n.º 415. À direita, de modo comparativo, uma tradução correlativa em português e galego (sob a ortografia oficial), respectivamente:
| Galego-português (grafia original) | Galego-português (grafia normalizada) | Português | Galego |
| --- | --- | --- | --- |
| Poys ante uos eſtou aqui Senhor deſte meu coraçõ Por de9 teede por razon Por quanto mal por uos ſofri De u9 q̃rer de mĩ doer Ou de me leixardes morrer | Pois ante vos estou aqui, sennor deste meu coraçon, por Deus, tẽede por razon, por quanto mal por vos sofri, de vos querer de min doer ou de me leixardes morrer. | Pois ante vós estou aqui, senhora deste meu coração, por Deus, tende por razão, por quanto mal por vós sofri, de vos querer de mim doer ou de me deixares morrer. | Pois ante vós estou aquí, señora deste meu corazón por Deus, tede por razón, por canto mal por vós sufrín, de vos querer de min doer ou de me deixardes morrer. |
| | Ave Maria, chẽa de graça, Contigo e Deus. Bẽeita/beenta es tu entre as molleres, E bẽeito/beento e o fruito do teu ventre, Jesu.                                  | Ave Maria, cheia de graça, Contigo é Deus. Benta és tu entre as mulheres, E bento é o fruto do teu ventre, Jesus.                                                 | Ave María, chea de graza, Contigo é Deus. Bieita es ti entre as mulleres, E bieito é o froito do teu ventre, Xesús.                                             |

## Português moderno (séc. XVI - séc. XXI)

### Normatização: as primeiras gramáticas no Renascimento

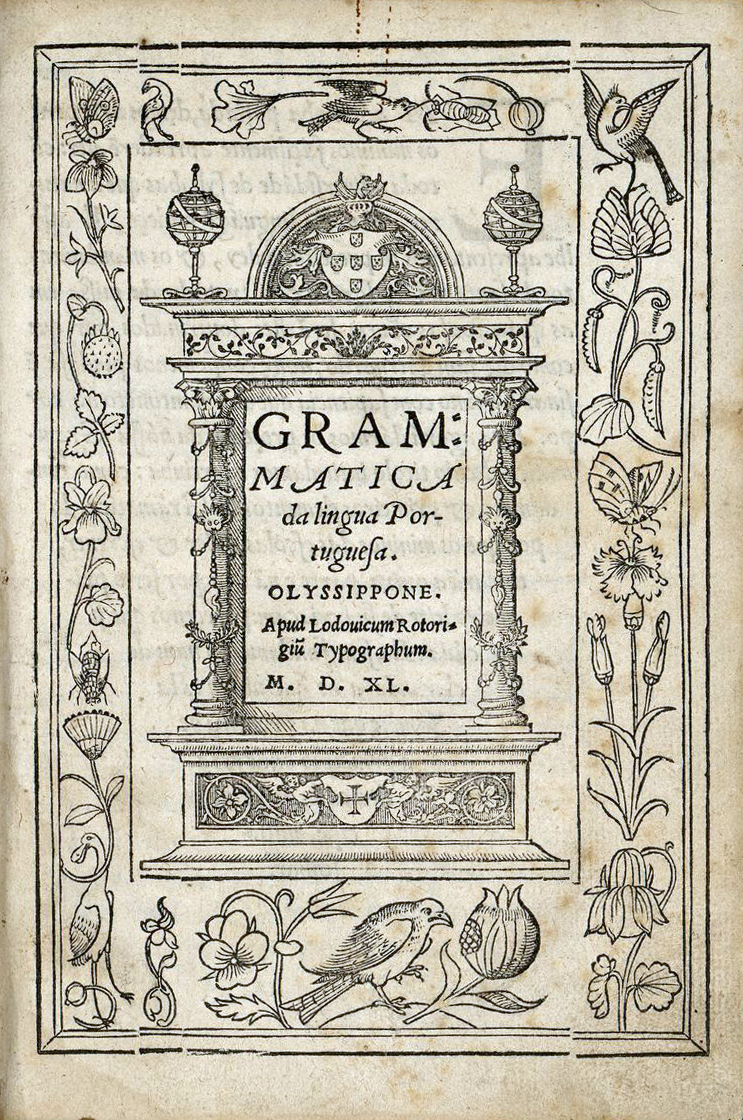
Frontispício da primeira edição da Grammatica da Língua Portuguesa de João de Barros, 1540

A publicação do Cancioneiro Geral de Garcia de Resende em 1516 é frequentemente considerada o marco do fim do "português arcaico".
A partir do século XVI, o renascimento aumentou o número de palavras eruditas importadas para o português e a complexidade da língua. Tal como em várias outras línguas europeias, o interesse pelos estudos humanísticos, em especial a filologia, e o desenvolvimento da imprensa levou à procura da normatização da língua portuguesa.
Em 1536 Fernão de Oliveira publicou a primeira gramática da língua portuguesa, a Grammatica da lingoagem portuguesa, em Lisboa, dedicada a D. Fernando de Almada. A obra do heterodoxo frade dominicano, diplomata, escritor, filólogo e tratadista naval em breve seria seguida. Em 1540, João de Barros, distinto funcionário da coroa e tesoureiro da Casa da Índia, publicou a Grammatica da lingua portuguesa e diversos diálogos morais a acompanhá-la, para ajudar ao ensino da língua materna. Considerada a primeira obra didática ilustrada no mundo, dedicada a informar aos jovens aristocratas, a quem se dirigia, incluia também fundamentos básicos da Igreja Católica.
O interesse pela filologia difundiu o uso de ortografias etimológicas, procurando justificar palavras vernáculas através de raízes latinas ou gregas, genuínas ou imaginadas. Duarte Nunes de Leão, pioneiro no estudo da ortografia portuguesa, na obra Orthographia da lingoa portuguesa, de 1576, foi um dos seus teóricos. O desenvolvimento da imprensa contribuiu para tornar correntes as novas grafias, abundantes em ch, ph, rh, th e y nas palavras de origem grega (archaico, phrase, rhetorica, theatro, estylo, etc.) e ct, gm, gn, mn, mpt nas palavras de origem latina (aucthor, fructo, phleugma, assignatura, damno, prompto), incluindo até falsas etimologias, como a de tesoura escrita thesoura, por sugestão de thesaurus, quando o étimo é tonsoria.
Durante o período da União Ibérica (1580-1640), em que os reinos de Portugal e Espanha estiveram unidos, linguistas espanhóis cogitaram em ser a língua portuguesa um dialeto do castelhano. Essa teoria foi descartada, visto que consistia em ser uma ideia de cunho político, na tentativa de uma maior dominação para com os portugueses, e por não possuir qualquer fundamento línguístico ou histórico.

### Expansão com os Descobrimentos

A língua portuguesa no mundo actual:
Língua materna
Língua oficial e administrativa
Língua cultural ou secundária
Minorias falantes do português
Crioulos de base portuguesa

Entre os séculos XV e XVI, com a expansão da era dos descobrimentos, os portugueses levaram a língua portuguesa a muitas regiões da África, Ásia e América. Simultaneamente importaram para o léxico português e de várias línguas europeias novas palavras, vindas de terras distantes.
Os primeiros contactos eram assegurados por intérpretes poliglotas, os chamados "lingoas", como Gaspar da Gama e Duarte Barbosa. O português tornou-se a lingua franca nas costas do Oceano Índico e em África, usado não só pela administração colonial e pelos mercadores, mas também entre os oficiais locais e europeus de todas as nacionalidades. Vários reis do Ceilão (actual Sri Lanka) falavam português fluentemente, e os nobres normalmente tinham nomes portugueses. A propagação da língua foi ajudada por casamentos mistos entre portugueses e as populações locais.
A língua portuguesa continuou a gozar de popularidade no sudoeste asiático até ao século XIX. No Ceilão e na Indonésia a língua continuou popular mesmo com várias medidas contra ela levadas a cabo pelos holandeses. Algumas comunidades cristãs que falavam português, na Índia, Malásia, Indonésia e em Sri Lanka, preservaram a sua língua mesmo depois de se isolarem de Portugal. Ao longo dos séculos desenvolveram-se vários crioulos de base portuguesa em África, na Índia, no Sudeste Asiático e em Macau.
Topónimos como Serra Leoa, Lagos (Nigéria), Elmina (Gana), Ano Bom, Natal, Gabão, Camarões, Brasil, Cochinchina, Formosa (Taiwan), Flores (Indonésia) atestam a passagem dos portugueses no século XVI. Várias palavras portuguesas entraram no léxico de outras línguas, tais como "sepatu" (sapato) em indonésio, "keju" (queijo) em malaio, "meza" (mesa) em swahili, "botan" (botão), "kompeitō" (confeito), "kappa" (capa), entre várias palavras japonesas de origem portuguesa. Simultaneamente foram importadas para a Europa palavras ligadas à marinharia e a produtos exóticos como banana, albatroz, cachalote, caju, crioulo, garoupa, sargaço, junco (navio), macaco, mandarim, monção, pagode.
Hoje, a maioria dos falantes do português encontram-se no Brasil, na América do Sul.

### Base dos primeiros estudos linguísticos fora da Europa

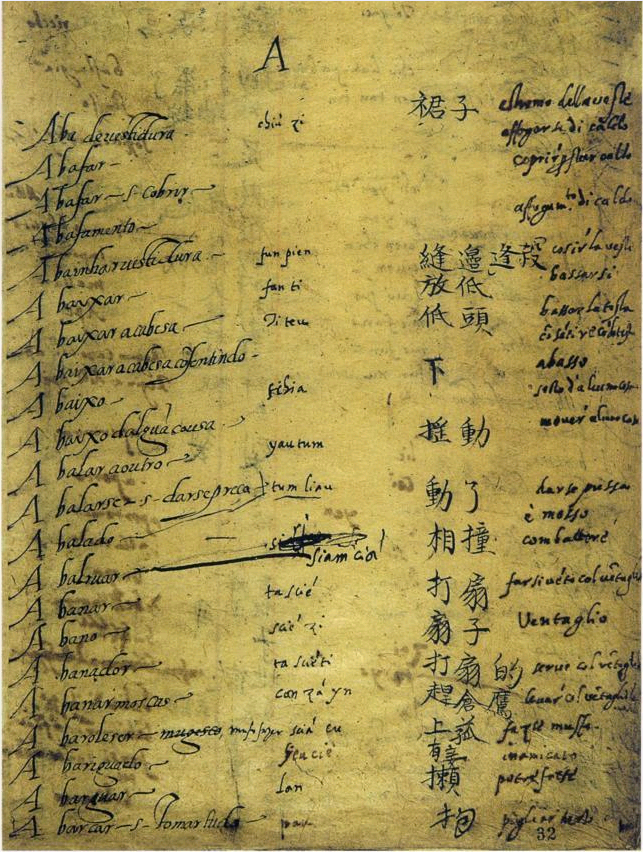
Página do manuscrito do Dicionário Português-Chinês, compilado por Matteo Ricci e Miguel Ruggieri, 1583-1588.

Os esforços missionários do padroado português, sobretudo a atividade missionária jesuíta, levou a que "língua cristã" fosse sinónimo da "língua portuguesa" em muitos locais da Ásia. A expansão de colégios e o pioneirismo das missões fez com que muitos dos primeiros estudos linguísticos europeus, incluindo gramáticas e dicionários, fossem escritos em português. É o caso do primeiro dicionário europeu de chinês-português, c. 1580 por Michele Ruggieri e Matteo Ricci; do dicionário japonês-português "Nippo Jisho", de 1603 por João Rodrigues; do dicionário vietnamita-Português-latim publicado em Roma em 1651 por Alexandre de Rhodes.
Destacaram-se nesta ação o Colégio de São Paulo (Macau) como sede dos primeiros sinólogos, e o Colégio de São Paulo (Goa), que introduziu a imprensa na Índia, e levou à primeira impressão e estudos europeus da língua tâmil. Também sob alçada portuguesa, foram os estudos da língua concani (canarim) e da língua marata pelo linguista jesuíta Thomas Stephens. Foram também pioneiros no estudo do sânscrito Roberto de Nobili e João de Brito. No Brasil, José de Anchieta e Luís Figueira desenvolveram os primeiros estudos da língua tupi, incluindo a gramática e dicionário; Luís Mamiani estudou a língua cariri (hoje extintas). Em África, Mateus Cardoso fez a primeira tradução de quicongo c.1625. Na Etiópia, foi estudada intensamente e feitas traduções de ge'ez, a língua litúrgica da Etiópia, até à expulsão dos Jesuitas em 1634.